# Marginella spinacia
Marginella spinacia é uma espécie de gastrópode da família Marginellidae, endémica no Oceano Atlântico próximo às ilhas de São Tomé e Príncipe.